# Rod Morgenstein

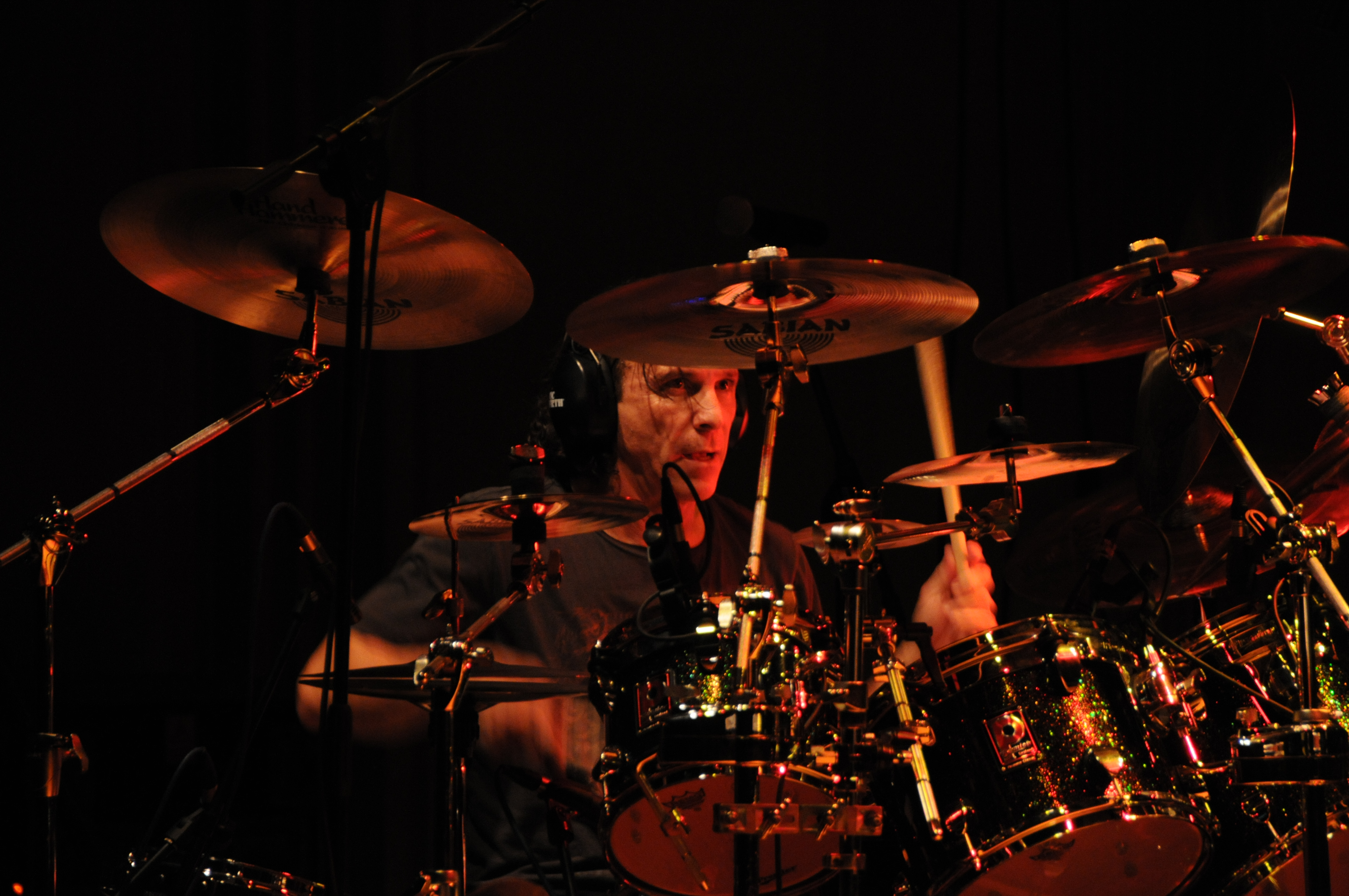
Rod Morgenstein

Rod Morgenstein (* 19. April 1953 in New York) ist ein US-amerikanischer Schlagzeuger und Musiklehrer. Er wurde vor allem als Musiker der Heavy-Metal-Band Winger und der Jazz-Fusion-Band Dixie Dregs bekannt. Er spielte auch mit Fiona, Platypus und The Jelly Jam.
Ferner arbeitete er auch mit Jordan Rudess zusammen.
Er ist emeritierter Professor für Percussion am Berklee College in Boston.
Rod Morgenstein geht noch immer mit seiner Band Winger in Europa und in den USA auf Tour. Er spielt sein Schlagzeug „linkshändig“ d. h. im Aufbau spiegelverkehrt zu einem Standard-Schlagzeug. Vom Musikmagazin Rolling Stone wird er in der Liste der größten Schlagzeuger aller Zeiten auf Platz 18 geführt.